# Ronen Harazi
Ronen Harazi (en hébreu : רונן חרזי) est un footballeur international israélien, né le 30 mars 1970 à Ramat Gan en Israël.

## Biographie

### Carrière internationale
Le 5 août 1992, il honore sa première sélection contre les îles Féroé. Lors de ce match, Ronen Harazi entre à la 69e minute de la rencontre, à la place d'Haim Revivo. La rencontre se solde par un match nul 1-1. Le 27 avril 1993, il inscrit son premier but en sélection contre l'Ukraine, lors d'un match amical (1-1). Puis, le 13 octobre 1993, il inscrit le premier but de la rencontre contre la France, lors d'un match des éliminatoires de la Coupe du monde 1994 (victoire 3-2).
Il reçoit sa dernière sélection le 28 mars 1999 contre Chypre (victoire 3-0). Il est sélectionné à 53 reprises en équipe nationale entre 1992 et 1999.

## Palmarès
- Avec l'  Hapoël Ramat Gan
  - Champion d'Israël de D2 en 1989

- Avec le  Beitar Jérusalem
  - Champion d'Israël en 1993 et 1997

- Avec l'  Hapoël Tel-Aviv
  - Champion d'Israël en 2000
  - Vainqueur de la Coupe d'Israël en 2000

## Statistiques

### Statistiques de joueur
| Saison                | Club                  | Championnat           | Championnat | Championnat | Coupe(s) nationale(s) | Coupe(s) nationale(s) | Compétition(s) continentale(s) | Compétition(s) continentale(s) | Compétition(s) continentale(s) | Israël | Israël | Total | Total |
| Saison                | Club                  | Division              | M.          | B.          | M.                    | B.                    | Comp.                          | M.                             | B.                             | M.     | B.     | M.    | B.    |
| 1986-1987             | Hapoël Ramat Gan      | Liga Artzit           | 9           | 2           | -                     | -                     | -                              | -                              | -                              | -      | -      | 9     | 2     |
| 1987-1988             | Hapoël Ramat Gan      | Liga Artzit           | 9           | 2           | -                     | -                     | -                              | -                              | -                              | -      | -      | 9     | 2     |
| 1988-1989             | Hapoël Ramat Gan      | Liga Artzit           | 31          | 13          | -                     | -                     | -                              | -                              | -                              | -      | -      | 31    | 13    |
| 1989-1990             | Hapoël Ramat Gan      | Ligat HaAl            | 32          | 2           | -                     | -                     | -                              | -                              | -                              | -      | -      | 32    | 2     |
| 1990-1991             | Hapoël Ramat Gan      | Liga Artzit           | 28          | 5           | -                     | -                     | -                              | -                              | -                              | -      | -      | 28    | 5     |
| 1991-1992             | Hapoël Ramat Gan      | Liga Artzit           | 30          | 11          | -                     | -                     | -                              | -                              | -                              | -      | -      | 30    | 11    |
| 1992-1993             | Beitar Jérusalem      | Ligat HaAl            | 33          | 15          | -                     | -                     | -                              | -                              | -                              | 11     | 2      | 44    | 17    |
| 1993-1994             | Beitar Jérusalem      | Ligat HaAl            | 38          | 15          | -                     | -                     | C1                             | 4                              | 2                              | 9      | 5      | 51    | 22    |
| 1994-1995             | Beitar Jérusalem      | Ligat HaAl            | 25          | 9           | -                     | -                     | -                              | -                              | -                              | 10     | 7      | 35    | 16    |
| 1995-1996             | Beitar Jérusalem      | Ligat HaAl            | 20          | 13          | -                     | -                     | -                              | -                              | -                              | 3      | 3      | 23    | 16    |
| 1996-1997             | Beitar Jérusalem      | Ligat HaAl            | 18          | 6           | -                     | -                     | C3                             | 3                              | 2                              | 4      | 1      | 25    | 9     |
| 1997-1998             | UD Salamanque         | Primera División      | 2           | 0           | 2                     | 0                     | -                              | -                              | -                              | 2      | 0      | 6     | 0     |
| 1997-1998             | Hapoël Haïfa (prêt)   | Ligat HaAl            | 14          | 10          | -                     | -                     | -                              | -                              | -                              | 4      | 1      | 18    | 11    |
| 1998-1999             | Bursaspor             | 1. Lig                | 13          | 6           | -                     | -                     | -                              | -                              | -                              | 4      | 0      | 17    | 6     |
| 1998-1999             | Maccabi Haïfa (prêt)  | Ligat HaAl            | 8           | 2           | -                     | -                     | C2                             | 2                              | 0                              | 6      | 4      | 16    | 6     |
| 1999-2000             | Hapoël Tel-Aviv       | Ligat HaAl            | 27          | 17          | -                     | -                     | C3                             | 4                              | 2                              | -      | -      | 31    | 19    |
| Total sur la carrière | Total sur la carrière | Total sur la carrière | 337         | 128         | 2                     | 0                     | -                              | 13                             | 6                              | 53     | 23     | 405   | 157   |

### Buts en sélection
Le tableau suivant liste tous les buts inscrits par Ronen Harazi avec l'équipe d'Israël.